# Pandan Makmur
Pandan Makmur is een bestuurslaag in het regentschap Tanjung Jabung Timur van de provincie Jambi, Indonesië. Pandan Makmur telt 1466 inwoners (volkstelling 2010).